# Ди Руберто, Микеле
Микеле Ди Руберто (итал. Michele Di Ruberto; 28 августа 1934, Пьетра Монтекорвино, королевство Италия — 26 апреля 2025, Рим) — итальянский прелат и ватиканский куриальный сановник. Титулярный архиепископ Биккари с 5 мая 2007. Секретарь Конгрегации по Канонизации Святых с 5 мая 2007 по 29 декабря 2010.

## Биография
Ди Руберто родился 28 августа 1934 года, в Пьетре Монтекорвино, и был рукоположён в священника 29 сентября 1957 года. Рукоположение совершил Доменико Вендола — епископ Лючеры. Он закончил Папский Латеранский университет и Неаполитианский университет, и затем поступил на службу в Римскую Курию, в Конгрегацию по канонизации Святых в 1969 году. В 1984 году Ди Руберто был определён на должность отвечающего за подтверждение чудес, приписанных кандидатам на канонизации, и был позднее назван заместителем секретаря Конгрегации в 1993 годау.
5 мая 2007 года, он был назначен Секретарём Конгрегации по Канонизации Святых и титулярным архиепископом Биккари папой римским Бенедиктом XVI. Ди Руберто заменил архиепископа Эдварда Новака в качестве Секретаря, после того, как последний был сделан экспертом Рыцарского Ордена Святого Гроба Господня и каноником собора Святого Петра. Он получил свою епископскую ординацию 30 июня этого же года, от кардинала Тарчизио Бертоне, салезианца — государственного секретаря Святого Престола и камерленго, которому сослужили и соконсекраторы кардинал Жозе Сарайва Мартинш — префект Конгрегации по канонизации Святых и Франческо Дзеррилло — епископ Лючеры-Тройи.
Микеле Ди Руберто эксперт в каноническом и гражданском праве.
29 декабря 2010 года Микеле Ди Руберто получил отставку с поста Секретаря Конгрегации по Канонизации Святых, его преемником стал Марчелло Бартолуччи.
Умер в Риме 26 апреля 2025 года в возрасте 90 лет.